# Come Back, Little Sheba
Come Back, Little Sheba is een Amerikaanse film uit 1952 van Daniel Mann met in de hoofdrollen Burt Lancaster en Shirley Booth.
De film is gebaseerd op het gelijknamige toneelstuk uit 1950 van William Inge en gaat over een meisje dat een kamer huurt bij een kinderloos gebleven, ouder echtpaar. De titel slaat op verdwenen hondje, Sheba, van het echtpaar.
Come Back, Little Sheba was een succes in de bioscopen en bracht 3,5 miljoen dollar op. Op de lijst van 1953 van films die geld opbrachten, stond de film op plaats nummer 13. Shirley Booth won zowel een Oscar als een Golden Globe voor haar rol in de categorie Beste Actrice.

## Verhaal
Het echtpaar Delaney woont in een huis met twee verdiepingen. Het huwelijk van Doc en Lola Delaney heeft al jaren geleden zijn glans verloren. Aanvankelijk was Doc een jonge briljante student medicijnen, maar hij moest zijn studie opgeven nadat hij Lola zwanger had gemaakt. Lola werd vanwege haar zwangerschap door haar ouders de deur uitgezet en Doc besloot om haar niet te laten zitten. Hij trouwde haar en ging werken als chiropractor. Het kind van Lola en Doc is echter jong gestorven en het huwelijk kinderloos gebleven. Doc die jarenlang een zware alcoholist was, is inmiddels via de AA alweer een jaar nuchter. Hij ziet om die reden ook weinig in het voorstel van zijn vrouw om een van de kamers op de bovenverdieping te verhuren. Hij heeft nu behoefte aan rust. Dat verandert als hij de huurster in spe ziet. De jonge Marie is een studente en zit vol leven. Doc richt een van de kamers voor haar in.Intussen probeert Lola om haar leven weer op te pakken. Ze is nog altijd verdrietig over de verdwijning van haar hondje Sheba. Haar man probeert haar te troosten en zegt dat het hondje al oud was en goed leven heeft gehad. Als Marie een jonge student, Turk, meeneemt, ontstaan er problemen. Marie wil Turk gebruiken voor een ontwerp dat ze maakt voor een trainingspak. Ze krijgt steun van Lola die haar aanmoedigt. Maar Doc die een beetje jaloers is, krijgt gelijk een hekel aan de jongen. Zeker als hij hoort dat Marie verloofd is met een andere man, Bruce. Als Marie later Turk het huis binnensmokkelt, ziet Doc het stel binnenkomen. Ze zien hem echter niet en verdwijnen naar de kamer van Marie. Doc is woedend op Marie en verdenkt haar van overspel. Wat hij echter niet weet is dat Marie alweer spijt heeft gehad van haar voornemen om Turk mee te nemen. Ze heeft hem de deur gewezen, maar dat heeft Doc niet gezien. Hij blijft de hele nacht op en drinkt een fles whisky leeg die Lola in het keukenkastje had staan. Hij heeft een kwade dronk over zich en de volgende morgen bedreigt hij Lola met een mes. De bedreigde Lola weet bij de telefoon te komen en belt enige AA-lotgenoten van Doc. Ze wordt ontzet door Ed en Elmo van de AA. Doc wordt naar het ziekenhuis gebracht en Lola probeert of ze een paar dagen bij haar ouders kan logeren. Haar moeder zegt echter dat haar vader nog altijd kwaad is en weigert haar toegang. Intussen wordt Marie door Bruce opgehaald om te trouwen. De poster die Marie heeft ontworpen met het trainingspak en Turk maakt de laatste tot een ster. Intussen is Doc weer terug uit het ziekenhuis. Hij vraagt om vergiffenis en Marie sluit hem in haar armen. Ze beloven beide beterschap en Lola vertelt dat ze weer een droom heeft gehad over kleine Sheba. Ze weet nu dat het hondje dood is en dat ze verder rmoet met haar leven.

## Rolverdeling
| Acteur          | Personage        |
| --------------- | ---------------- |
| Burt Lancaster  | Doc Delaney      |
| Shirley Booth   | Lola Delaney     |
| Terry Moore     | Marie Buckholder |
| Richard Jaeckel | Turk Fisher      |
| Philip Ober     | Ed Anderson      |
| Edwin Max       | Elmo Houston     |
| Lisa Golm       | Mrs. Coffman     |
| Walter Kelley   | Bruce            |

## Achtergrond

### Voorgeschiedenis
Op 15 februari 1950 ging in Booth Theater op Broadway het toneelstuk Come Back, Little Sheba van Willem Inge in première. Het stuk was een succes en haalde 190 voorstellingen. Shirley Booth die de rol van Lola speelde kreeg een Tony Award. De filmindustrie kreeg interesse en in juni 1950 betaalde Paramount Pictures William Inge 100.000 dollar, en een aandeel in de winst, voor de filmrechten.

### Acteurs
De hoofdrol in de film, het personage Doc, is een uitgebluste vijftiger en de producer was dan ook verbaasd dat Burt Lancaster auditie deed voor de rol. Lancaster was 39 op dat moment en topfit, een oud-acrobaat en een ster in spectakelfilms als The Crimson Pirate. Sidney Blackmer die de rol van Doc op toneel had gespeeld was 8 jaar ouder dan Lancaster. Zijn tegenspeelster Shirley Booth was 45. Lancaster was echter vastbesloten om de rol te krijgen. Hij wist dat de studio overwoog om Sidney Blackmer of Humphrey Bogart in te zetten. Dus smeekte hij bijna producer Hal Wallis om hem in te huren. Wallis was niet ongevoelig voor Lancaster, zeker omdat de acteur het goed deed in films en bijna zeker geld in laatje zou brengen, maar hij vond de acteur te jong en te fit. Regisseur Michael Curtiz, die met Lancaster had gewerkt met de film Jim Thorpe, All-American uit 1951 praatte met Wallis en overtuigde hem ervan dat Lancaster de rol aankon. Om alle twijfels uit de weg te ruimen liet Wallis Lancaster auditie doen. De acteur verscheen zonder schmink, in een verfomfaaid pak en met zijn haar naar achteren geplakt. Hij kreeg de rol. Wallis wilde aanvankelijk Bette Davis als Lola, maar die weigerde de rol, waarna Shirley Booth werd gecast.

### Productie
Hoewel het toneelstuk grotendeels wordt gevolgd, werden er toch scènes toegevoegd in de film, bijvoorbeeld de sequentie rond de AA-meeting. Burt Lancaster wierp zich gelijk op zijn rol. Hij droeg slordige kleding, die om zijn lijf hing en hier en daar droeg hij opvullingen om zijn gespierde lichaam te verbergen. Een schuifelende manier van lopen verborg zijn fitheid, terwijl weinig flatteuze make-up hem jaren ouder maakte. Lancaster klampte zich vast aan de zeer ervaren Shirley Booth, die de rol van Lola van buiten kende. Terwijl Lancaster probeerde om zijn filmmaniertjes kwijt te raken, daar probeerde Booth haar toneelmanieren in te tomen. Ze ontfermde zich over de acteur die haar soms midden in de nacht belde om een scène door te praten.

## Ontvangst
De film kreeg goede kritieken bij het uitkomen. De meeste lof ging naar Shirley Booth die een Oscar en een Golden Globe ontving. Maar ook de gok om Lancaster te kiezen als Doc pakte goed uit. John McCarten bijvoorbeeld schreef in de The New Yorker dat Lancaster een formidabele prestatie neerzette, zeker voor een acteur die altijd werd geassocieerd met acrobatische prestaties. Lancaster werd nu gezien als een acteur die ook de betere dramatische rollen aankon en bewees dat met rollen in bijvoorbeeld, Elmer Gantry (1960), From Here to Eternity (1953), Birdman of Alcatraz (1962), en Atlantic City (1980).

## Prijzen
- Shirley Booth ontving een Oscar en een Golden Globe in de categorie Beste Actrice. Verder kreeg ze een nominatie voor een BAFTA in de categorie Beste Buitenlandse Actrice.
- Terry Moore kreeg een Oscarnominatie in de categorie Beste Vrouwelijke Bijrol.
- Warren Low kreeg een Oscarnominatie voor Beste Montage
- Hal B. Wallis kreeg een BAFTA- en een Golden Globenominatie voor Beste Film

## Televisiebewerking
In 1977 werd een televisiebewerking van de film en het toneelstuk onder dezelfde titel door Granada Television uitgezonden. De regie had Silvio Narizzano en de hoofdrollen waren voor Laurence Olivier, Joanne Woodward en Carrie Fisher.